# Врачово (Заборьевское сельское поселение)
Врачово — деревня в Лидском сельском поселении Бокситогорского района Ленинградской области.

## История
Деревня Врачева упоминается на карте Новгородского наместничества 1792 года А. М. Вильбрехта.
Согласно X-ой ревизии 1857 года:

ВРАЧЕВО — деревня, принадлежит Н. П. Колюбакину: хозяйств — 3, жителей: 12 м. п., 10 ж. п., всего 22 чел.

По земской переписи 1895 года:

ВРАЧЕВО — деревня, крестьяне бывшие Н. П. Колюбакина: хозяйств — 9, жителей: 32 м. п., 34 ж. п., всего 66 чел.;
крестьяне собственники земли: хозяйств — 1, жителей: 4 м. п., 5 ж. п., всего 9 чел.

В конце XIX — начале XX века деревня административно относилась к Верховско-Вольской волости 1-го земского участка 3-го стана Устюженского уезда Новгородской губернии.

ВРАЧЕВО — деревня Ольешского сельского общества, число дворов — 12, число домов — 24, число жителей: 35 м. п., 41 ж. п.; Занятие жителей: земледелие, лесные заработки. Колодцы. Часовня. (1910 год)

С 1917 по 1927 год деревня входила в состав Советской волости Устюженского уезда Череповецкой губернии.
С 1927 года, в составе Коробищенского сельсовета Ефимовского района.
По данным 1933 года деревня Врачево входила в состав Коробищенского сельсовета Ефимовского района.
В 1940 году население деревни составляло 155 человек.
С 1965 года, в составе Бокситогорского района.
По данным 1966 и 1973 годов деревня Врачево также входила в состав Коробищенского сельсовета Бокситогорского района.
По данным 1990 года деревня Врачево входила в состав Ольешского сельсовета.
В 1997 году в деревне Врачёво Ольешской волости проживали 23 человека, в 2002 году — 14 человек (все русские).
В 2007 году в деревне Врачово Заборьевского сельского поселения проживали 4 человека, в 2010 году — 8.
Со 2 июня 2014 года — в составе вновь созданного Лидского сельского поселения Бокситогорского района.
В 2015 году в деревне Врачово Лидского СП проживали 2 человека.

## География
Деревня расположена в восточной части района на автодороге Сидорово — Ольеши.
Расстояние до посёлка Заборье — 30 км.
Расстояние до ближайшей железнодорожной станции Заборье — 36 км.
Деревня находится близ правого берега реки Колпь.

## Демография
| 1997 | 2002 | 2007 | 2010 | 2017 |
| ---- | ---- | ---- | ---- | ---- |
| 23   | ↗24  | ↘18  | ↘13  | ↗20  |

## Инфраструктура
На 1 января 2016 года в деревне было зарегистрировано 1 домохозяйство.